# Materialismo francés
El materialismo francés (siglo XVIII) fue un movimiento ideológico que representó una etapa nueva y superior en el desarrollo de la ideología materialista no solo a escala nacional sino, además, internacional en comparación con el materialismo del Siglo XVII. A diferencia del materialismo inglés del siglo XVII —que reflejaba, en gran parte, el compromiso entre la burguesía y la nobleza—, el materialismo francés representaba la concepción del mundo que tenía la burguesía francesa progresiva; sus teorías tenían como fin instruir y armar ideológicamente a una amplia parte de la sociedad: la burguesía, los artesanos, la intelectualidad burguesa y los hombres avanzados de la intelectualidad aristocrática.
En este sentido, uno de sus principales logros fue transformar la metafísica para ejercer, principalmente, una acción liberadora de la opresión que venía ejerciendo la superstición, repitiendo así los logros alcanzados por Lucrecio y los epicúreos en la Antigua Roma.

## Representantes
- Julien Offray de La Mettrie
- Jean Meslier
- Denis Diderot
- Paul Henri Thiry d'Holbach
- Claude-Adrien Helvétius (Helvecio)
- Pierre-Jean-Georges Cabanis
- Jacques-André Naigeon (en inglés)

Las grandes figuras del materialismo francés —La Mettrie, Helvecio, Diderot y Holbach— no expusieron sus concepciones filosóficas en forma de eruditos tratados en lengua latina, sino en francés, en forma de ediciones accesibles a un amplio público como diccionarios, enciclopedias, panfletos y artículos polémicos.